# Alexander Knauf
Alexander Knauf (* 30. Mai 1974) ist ein deutscher Unternehmer und seit dem 1. Januar 2012 Geschäftsführer der Firma Knauf Gips KG im unterfränkischen Iphofen.

## Karriere
Knauf begann seine berufliche Laufbahn mit einer Ausbildung bei der Deutschen Bank. Im Anschluss studierte er BWL in Passau und London. Nach dem Studium arbeitete er bei der Unternehmensberatung Roland Berger und beim Gipshersteller USG.
Seit 2004 ist er in leitender Funktion in der Knauf Gruppe tätig, 2012 übernahm er den Vorsitz der Geschäftsleitung der Knauf Gips KG und seit 2013 ist er geschäftsführender Gesellschafter der Knauf Gruppe.

## Persönliches Leben
Alexander Knauf ist der Sohn von Baldwin Knauf und Enkel von Karl Knauf, einem der Gründer der Knauf Gruppe. Er ist verheiratet und hat vier Kinder.